# Річкова ескадра Міссісіпі

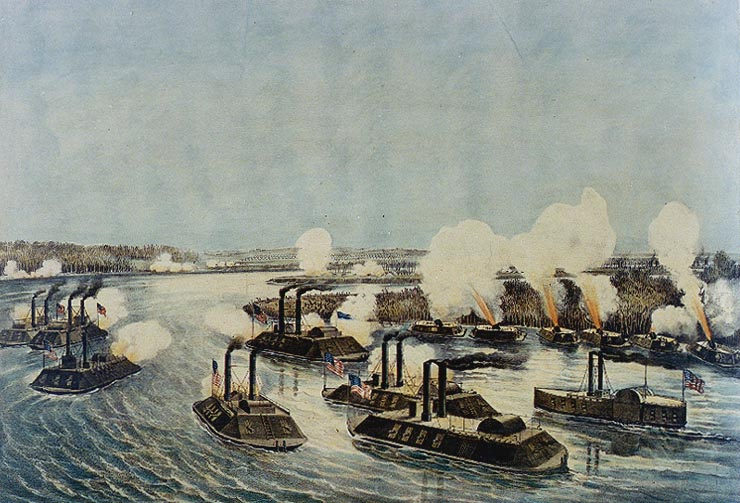
Річкова ескадра Міссісіпі обстрілює укріплення конфедератів на Острові № 10 7 квітня 1862 року.

Річкова ескадра Міссісіпі (англ. Mississippi River Squadron) — річкова ескадра Союзу, яка діяла на Міссісіпі та її притоках під час Громадянської війни у США. Вона  була створена як формування у складі Армії Союзу, хоч командування ним здійснювали офіцери флоту. На той час його називали Західною флотилією канонерських човнів (англ. Western Gunboat Flotilla), а іноді Флотилією Міссісіпі (англ. Mississippi Flotilla). Остаточну назву формування отримало коли було передано під командування Флоту Союзу на початку жовтня 1862 року. 

## Історія

### Отримання контролю над Міссісіпі
Ескадра була створена 16 травня 1861 року і входила до складу армії Союзу до 30 вересня 1862 року. Джон Роджерс був першим командиром ескадри і забезпечив будівництво її кораблів та організацію з'єднання. Флаг-офіцер Ендрю Х. Фут звільнив Роджерса і закликав командира армії на заході генерал-майора Генрі Г. Галлака (Henry Halleck) дозволити експедицію по річці Теннессі проти Форту Генрі. Взаємодіючи з армією Улісса С. Гранта округу Каїр, Фут примусив форт Генрі здатися ще до того, як війська Гранта могли зайняти свої позиції. 

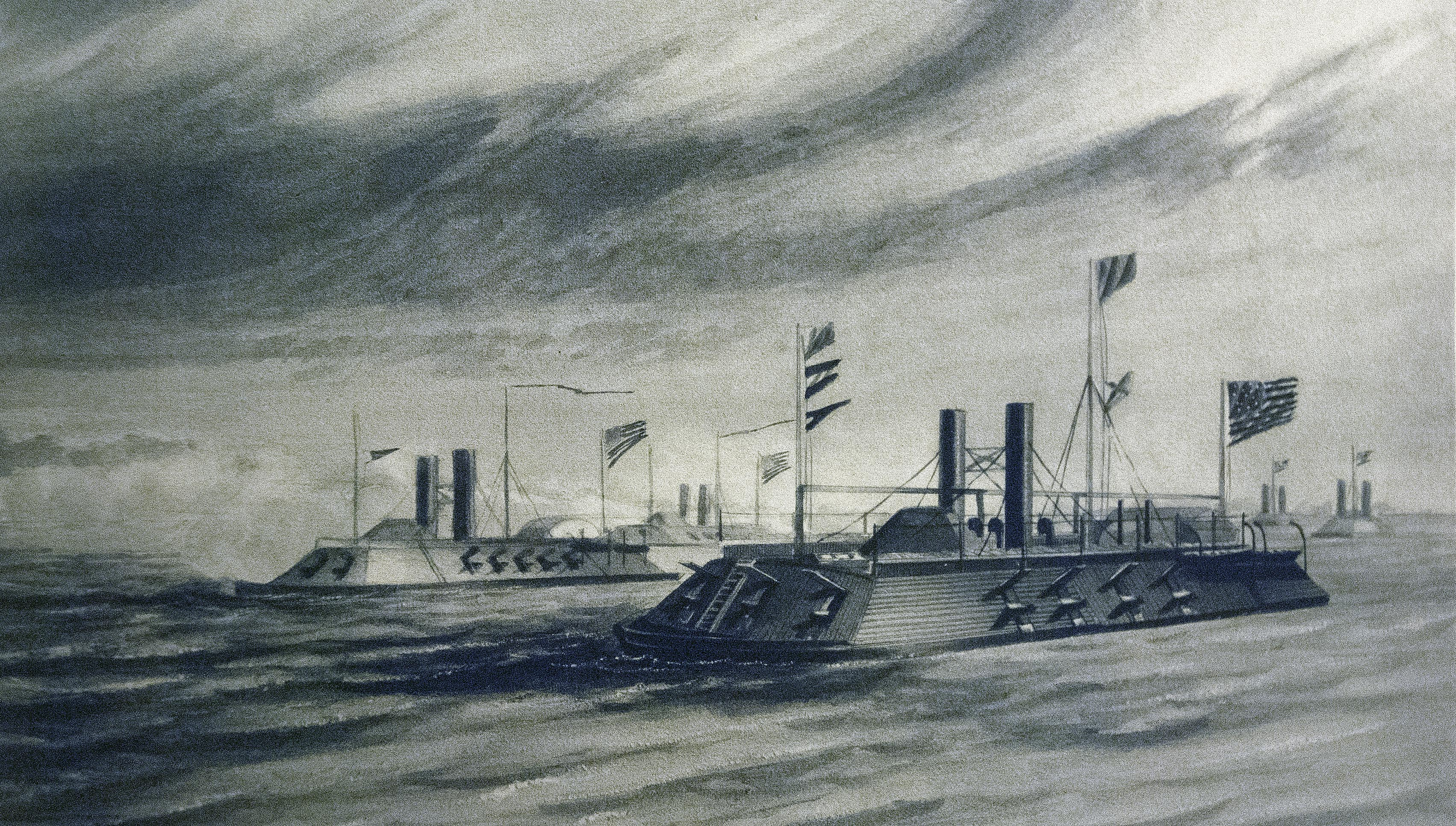
Флагманський корабель контр-адмірала Девіда Д. Портера

Фут привів ескадру в атаку на Форт Донелсон, а потім приєднався до Армія Міссісіпі для спільної атаки на острів № 10 на ріці Міссісіпі. Чарльз Х. Девіс замістив Фута і приступив до захоплення Форт Пілоуна Міссісіпі. Таранний флот США, яким командував полковник Чарльз Еллет-молодший, супроводжував ескадру під час битви під Мемфісом.  Після захоплення Мемфіса ескадра була передана під контроль ВМС США. До її складу включили і Таранний флот, який тоді був реорганізований у бригаду морської піхоти Міссісіпі. Девіс надавав підтримку невдалій першій кампанії Гранта проти Віксбургу.  Контр-адмірал Девід Д. Портер замінив Девіса на посаді і очолив ескадру під час битви при Арканзас Пост і під час успішної кампанії з захоплення Віксбурга. 

### Похід по Ред-Рівер.
Портер очолював ескадру під час невдалого походу по притоці Міссісіпі Ред-Рівер 1864 року. Федеральні війська були вимушені відступити, а ескадра мало не була втрачена через раптове падіння рівня води у ріці. Інженерні здібності полковника Джозефа Бейлі, який очолив будівництво греблі Бейлі , допомогли зберегти флот.  Під час кампанії "Ред-Рівер" ескадра Міссісіпі складалася з 10 броньованих канонерських човнів, 3 моніторів, 11 т.зв. бляшанконосців, 1 т.зв. деревоносця, 1 парового тарана і різних допоміжних суден. 
Командування тимчасово перейшло до Александра Пеннока перед тим, як Самуель П. Лі прийняв командування. Лі залишався командувачем до моменту поки, ескадра не була розформована 14 серпня 1865 року. 